# Joseph Bougault
Pour les articles homonymes, voir Bougault.
Joseph Bougault est un pharmacien et chimiste français né le 4 janvier 1870 à Ligné et mort le 30 octobre 1955 à Paris.

## Biographie
Joseph Félix Ernest Bougault est le fils de Joseph Mathurin Bougault, propriétaire terrien, juge de paix, et de Marie Anne Gaignard. 
Après sa scolarité chez les Frères des écoles chrétiennes à Nantes, il entre à l'École de médecine et de pharmacie de Nantes en 1890. Interne en pharmacie de l'hôpital de Nantes, il poursuit ses études à Paris. Le Jubilé scientifique de Louis Pasteur (27 décembre 1892) l'oriente vers la recherche, le pharmacopat des Hôpitaux et l'enseignement. Licencié ès sciences, interne en 1893, il est préparateur a l'École de pharmacie et travaille dans le laboratoire de chimie organique d'Émile Jungfleisch à un doctorat ès sciences, puis à la Pharmacie centrale des Hôpitaux comme sous-directeur du laboratoire des essais en 1898. Il devient pharmacien des Hôpitaux de Paris en 1908 et obtient l'agrégation l'année suivante.
Il est titulaire de la chaire de pharmacie galénique de 1921 à 1925 puis celle de chimie analytique de 1925 à 1937. 
Le ministre Anatole de Monzie le nomme alors directeur au Centre national de la recherche scientifique (CNRS).
En 1931, le ministère des Affaires étrangères le délègue à la Conférence internationale contre l'abus des stupéfiants de la Société des Nations.

## Travaux

### Publications
- Notice sur la vie et les travaux de Émile Bourquelot, 21 juin 1851-26 janvier 1924

## Distinctions
- Commandeur de la Légion d'honneur (1951)[1]
- Prix Gobley (1901)
- Prix Jecker (1910, 1930)
- Prix Jungfleisch

## Sources
- Dossier biographique: Joseph Bougault, 1870-1955, 1955